# 溝口重元
溝口 重元（みぞぐち しげもと）は、江戸時代中期の大名。越後国新発田藩5代藩主。官位は従五位下・伯耆守。

## 生涯
4代藩主・溝口重雄の長男として新発田にて誕生した。幼名は久三郎。初め宣盛（のぶもり）と称し、のち重元と改める（将軍世子徳川家宣の「宣」を憚ったため）。
元禄2年（1689年）、5代将軍・徳川綱吉に初御目見する。元禄7年（1694年）、従五位下・伯耆守に叙任する。宝永3年（1706年）、父・重雄の隠居により家督を継ぐ。正徳5年（1715年）には伊藤仁斎の門人である緒方維純を召し抱えて家中の者に講釈をさせ、また同年国元下向の際には甲州流軍学者の川西隆直を召し連れて翌年より家中に稽古を付けさせるなど、学問・武芸の奨励に力を注いだ。
享保3年11月21日（1719年1月11日）、江戸において39歳で死去し、跡を次男の直治が継いだ。法号は智應道海陽元院（陽元院殿前伯州大守智應道海大居士とも）。江戸駒込の吉祥寺に葬る。子は2男1女。

## 系譜
- 父：溝口重雄
- 母：よつ、智光院 - 三木氏（三枝氏とも）の娘
- 正室：前田佐野、実相院 - 前田利明の娘、死別
- 継室：誠姫 - まさ、中院通躬の娘
- 側室：角、信号院 - 山崎定右衛門（藩士）の娘
  - 次男：溝口直治
- 生母不明の子女
  - 長男： - 早世
  - 長女：まん - 早世